# Božurnja
Božurnja (cyr. Божурња) – wieś w Serbii, w okręgu szumadijskim, w gminie Topola. W 2011 roku liczyła 591 mieszkańców.